# Ansaldo AC.2
L'Ansaldo AC.2 fu un aereo da caccia monomotore, monoposto e monoplano ad ala alta a parasole prodotto dall'azienda aeronautica italiana Gio. Ansaldo & C. negli anni venti.

## Storia del progetto
Al momento del suo primo volo, il 18 novembre 1921 il Dewoitine D.1 progettato da Émile Dewoitine era senz'altro un aereo all'avanguardia rispetto al panorama aeronautico dei primi anni venti, ancora legato alle tecniche sviluppate nella prima guerra mondiale: costruzione metallica, fusoliera a guscio con rivestimento lavorante, monoplano con ala parasole a profilo spesso, motore da 300 CV (221 kW), armamento ragguardevole.

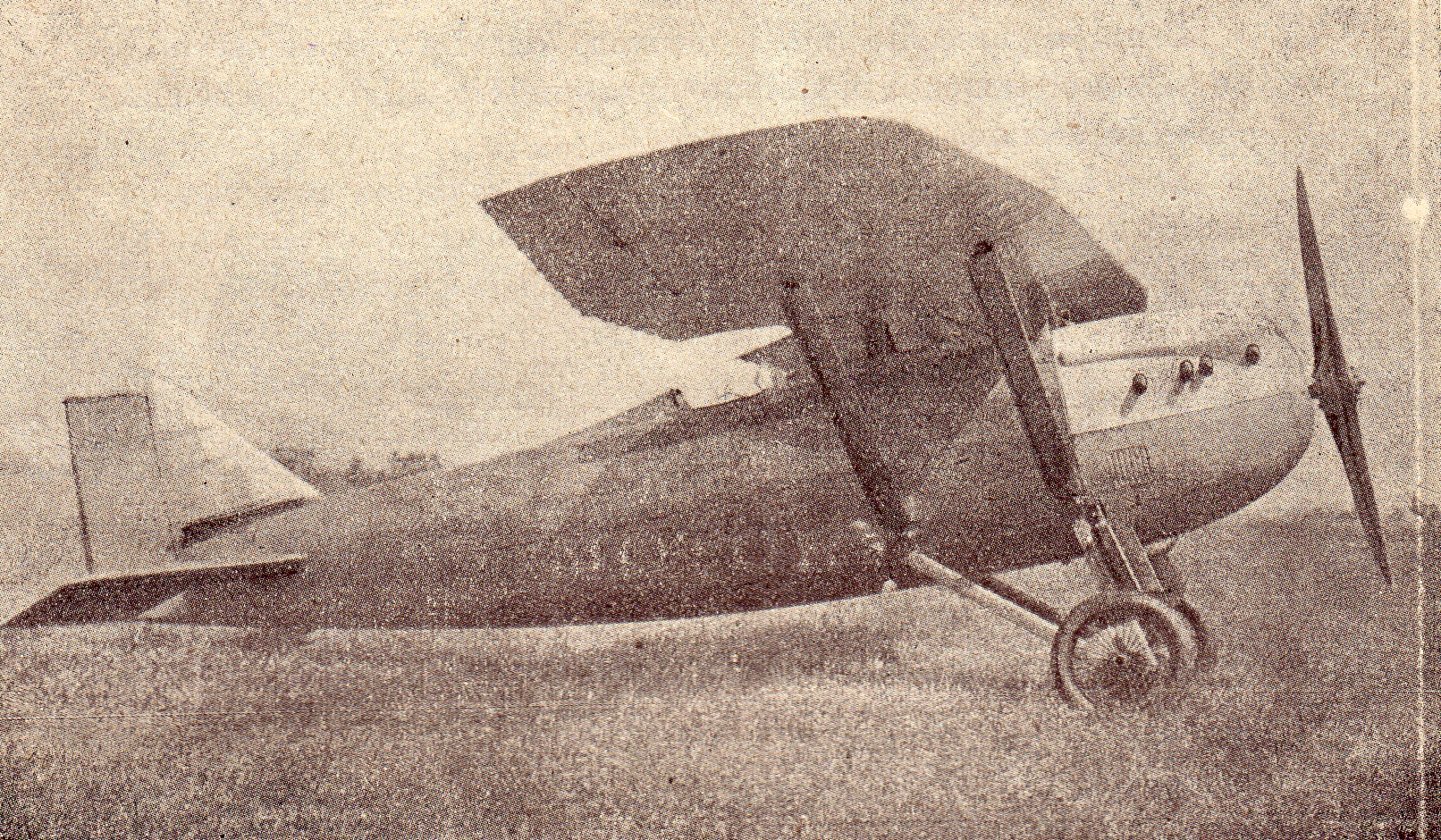
Vista di profilo in una foto d'epoca

Le caratteristiche del Dewoitine D.1, che conquistò nel 1924 ben tre primati di velocità, attirarono l'attenzione di molte aviazioni militari desiderose di adeguare il proprio livello tecnico a standard più elevati, tanto da decretare per il velivolo un notevole successo nell'esportazione e nella produzione su licenza.
Tra le aeronautiche militari favorevolmente impressionate dalla creatura di Émile Dewoitine, vi fu la Regia Aeronautica recentemente costituita come Arma indipendente.
Nel 1925 il Governo Italiano acquistò dall'azienda francese un velivolo campione del D.1 (denominato in Italia AC.1) mentre acquistò la licenza di produzione di una versione leggermente modificata (D.1 ter), con ala di apertura ridotta, ma di maggior corda e radiatori applicati alle gambe anteriori del carrello fisso.
L'Ansaldo produsse su licenza della Constructions aéronautiques Émile Dewoitine 126 Dewoitine D.1ter assegnando loro la denominazione Ansaldo AC.2 (Ansaldo-Caccia 2).

## Varianti
Nel 1924 fu realizzato un nuovo tipo, il Dewoitine D.9, in cui la Dewoitine passò al motore raffreddato ad aria, con l'utilizzo del motore stellare Gnome-Rhone Jupiter (costruito su licenza dalla Alfa Romeo come Alfa Romeo Jupiter da 420 CV (309 kW). Da questo modello l'Ansaldo trasse l'A.C.3 che venne prodotto in 147 esemplari, lungamente utilizzato come mezzo d'assalto per sviluppare le teorie del generale Amedeo Mecozzi.
L'AC.3 nel corso dell'impiego fu dotato di tutta una serie di dispositivi e apparecchiature a carattere sperimentale, quali fumogeni, apparato radio, arma sparante obliquamente verso l'alto.
Nel 1927, l'Ansaldo (incorporata nel gruppo Fiat) sviluppò dall'AC.3 un tipo quasi originale, l'AC.4 con il motore nazionale Fiat A.20 da 420 CV (309 kW).

## Impiego operativo

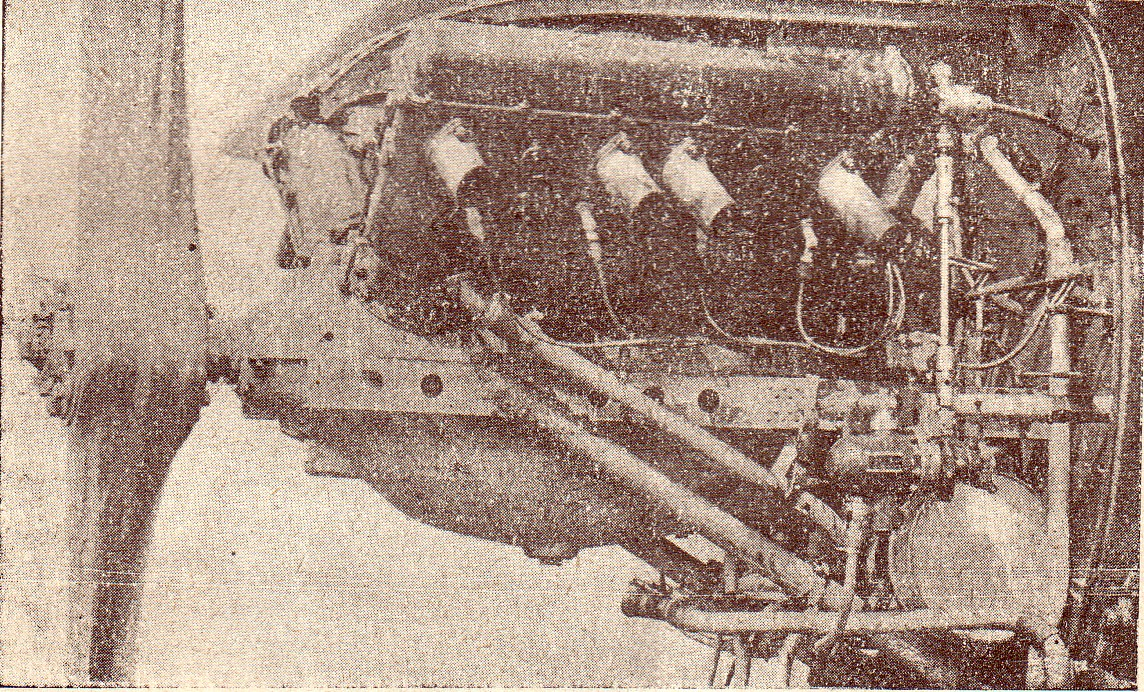
A.C.2 Particolare della sospensione anteriore del motore, in una foto d'epoca

Nel 1925 l'Ansaldo AC.2 equipaggiava le squadriglie 92ª, 93ª, 94ª e 95ª dell'8º Gruppo Volo del 2º Stormo Caccia Terrestre, rimanendo in servizio nei ranghi della Regia Aeronautica fino al 1929, venendo progressivamente sostituito dal modello AC.3. Dopo il servizio presso le squadriglie da caccia, gli AC.3 italiani continuarono negli anni trenta la loro attività e furono lungamente utilizzati come mezzi d'assalto per sviluppare le teorie del generale Amedeo Mecozzi. Dopo una prima fase sperimentale nel VII Gruppo Caccia (7º Gruppo Autonomo Caccia Terrestre) che servì a definire in modo chiaro le specifiche per l'aereo da impiegare nella nuova specialità nonché le sue modalità di impiego, nel 1930 il Gruppo si trasformò prima in VII Gruppo Autonomo da Caccia e poi nel 1931 in VII Gruppo Autonomo da Caccia e d'Assalto, con sede nell'aeroporto di Roma-Ciampino Sud.
Nel 1934, il VII Gruppo, entrato a far parte del 5º Stormo Assalto, manteneva in linea gli AC.3 oramai obsoleti radiandoli definitivamente solo tra il 1936 ed il 1937, a favore dei Caproni A.P.1 e dei Breda Ba.64.
Nel 1927 il pilota Renato Donati conquistò con un AC.3 il primato mondiale di quota salendo a 11 287 metri.

## Dati caratteristici
|                              | AC.2                                             | AC.3 |
| ---------------------------- | ------------------------------------------------ | --- |
| Tipo                         | caccia monoplano metallico monoposto ad ala alta | caccia monoplano metallico monoposto ad ala alta |
| Apertura alare               | 10,88 m                                          | 12,80 m |
| Lunghezza                    | 7,38                                             | 7,30 m |
| Altezza                      | 2,79 m                                           | 3 m |
| Sup. alare                   | 20 m²                                            | 25 m² |
| Peso a vuoto                 | 829 kg                                           | 945 kg |
| Peso totale (max al decollo) | 1144 kg                                          | 1580 kg |
| Velocità max                 | 242 km/h                                         | 245 km/h |
| salita a 5 000 m             | 19' 30"                                          | 13' 38" |
| Tangenza                     | 8500 m                                           | 8500 m |
| Motore                       | Hispano Suiza 42/8                               | Gnome-Rhône 9Ab Jupiter |
| Tipo                         | 8 cilindri a V                                   | radiale 9 cilindri |
| Potenza                      | 300 CV (221 kW)                                  | 420 CV (309 kW) |
| Armamento                    | due Vickers da 7,7 mm in fusoliera               | Originariamente quattro Darne da 7,7 mm in fusoliera. Successivamente due Vickers modificate da 7,7 mm in fusoliera e una Lewis da 7,7 mm alare (non sempre installata) |

## Esemplari attualmente esistenti
Un esemplare è conservato presso il Museo dell'Aeronautica di Vigna di Valle.

## Utilizzatori
Francia
- Aéronautique navale

 Italia
- Regia Aeronautica